# Aéroport d'Aurigny
L'aéroport d'Aurigny, ou Aéroport d'Alderney (code IATA : ACI • code OACI : EGJA) est un aéroport situé sur la paroisse de Sainte-Anne à Aurigny dans les îles Anglo-Normandes.

## Situation
| Aurigny · Alderney Guernesey · Guernsey Jersey |

## Statistiques
Pour des raisons techniques, il est temporairement impossible d'afficher le graphique qui aurait dû être présenté ici.

Voir la requête brute et les sources sur Wikidata.

## Compagnies et destinations
| Compagnies           | Destinations           |
| -------------------- | ---------------------- |
| Aurigny Air Services | Guernesey, Southampton |